# John Abbey (acteur)
Pour les articles homonymes, voir John Abbey (homonymie) et Abbey.
John Abbey, né le 21 juin 1935 à Denver, dans le Colorado, aux États-Unis et mort le 5 décembre 2010 dans la même ville, est un acteur américain qui a réalisé une partie importante de sa carrière en France.

## Biographie
John Abbey est connu notamment pour avoir interprété le rôle-titre du film Mister Freedom de William Klein en 1969, et celui de Lacs dans le film Playtime de Jacques Tati en 1967. Avant son arrivée en France, il était apparu dans différentes productions américaines et anglaises sans être crédité au générique. Dans les années 1960 et 1970, il interprète quelques rôles pour le cinéma et la télévision en France, puis interrompt son activité d'acteur.

## Filmographie

### Cinéma
- 1965 : Le Chevalier des sables
- 1966 : La Fantastique Histoire vraie d'Eddie Chapman : Lang
- 1967 : Playtime : Mr. Lacs
- 1968 : Mister Freedom : Mr. Freedom
- 1975 : Il pleut sur Santiago : L'agent américain / CIA Agent

### Télévision

#### Séries télévisées
- 1967 : Les Enquêtes du commissaire Maigret de René Lucot, épisode : La Tête d'un homme : William Crosby
- 1967 : Quand la liberté venait du ciel : Mike
- 1970 : Les Dossiers du professeur Morgan
- 1972-1976 : Au théâtre ce soir : William Robert Shapless / Patrick O'Keefe / Winston / ...